# So Much More (Fat Joe)
So Much More è un singolo dell'album All or Nothing  del rapper Fat Joe. La canzone campiona "Bang Bang" dei Vanilla Fudge, Computer Love di Zapp & Roger e "Gasolina" di Daddy Yankee.